# Aşağıkent, Ağrı
Aşağıkent là một xã thuộc thành phố Ağrı, tỉnh Ağrı, Thổ Nhĩ Kỳ. Dân số thời điểm năm 2011 là 165 người.